# Агриппина Ростиславна (княгиня краковская)
Агриппина Галицкая (Гриффина; пол. Gryfina Halicka, чеш. Griffina Haličská; около 1248 — не ранее 1305 и не позднее 1309) — принцесса из рода Рюриковичей, великая княгиня Польши, жена князя-принцепса Лешка II Чёрного.

## Биография
Агриппина была дочерью князя галицкого, бана Мачвы и Славонии Ростислава Михайловича и Анны, дочери венгерского короля Белы IV и Марии Ласкарины, Никейский цесаревны. Её сестра Кунегунда была женой короля Чехии Пшемысла Оттокара II, сестра Елизавета — болгарской царевной, братья Бела и Михаил — банами Мачвы и Славонии.
В 1265 году Агриппину выдали замуж за князя серадзского Лешека Чёрного. В этом же году Лешека усыновил и определил своим наследником бездетный князь-принцепс Польши Болеслав V Стыдливый. Брак Агриппины и Лешека был, вероятно, заключен при содействии Болеслава V и его жены Кинги, которая была сестрой Анны, матери Агриппины. С 1271 года Агриппина стала носить девичий головной убор в знак импотенции мужа, о чём она публично заявляла.
Супруги расстались, и лишь четыре года спустя произошло их примирение благодаря вмешательству Болеслава V и его жены Кинги. Агриппина вернулась к своему мужу 6 августа 1275 года. Тогда же Лешек решил пройти курс лечения у известного врача Миколая из Кракова. Его рецепт включал употребление в пищу лягушек и змей, потому что, как говорилось в «Rocznik Traski», «отсутствие потомства вызывает большое отвращение в народе». Лечение это ничего на дало, детей у Лешека и Агриппины не было.
В Кракове в 1285 году начался бунт против Лешека Чёрного, и Агриппина укрылась  Вавельском замке под защитой сохранивших ей верность горожан. При нападении на Польшу монголов в 1287 году они бежали в Венгрию.
После смерти Лешека Чёрного в 1288 году претензии на польский трон предъявил племянник Агриппины, король Чехии Вацлав II, сын её сестры Кунегунды. Основанием для своих действий Вацлав II называл своё наследственное право по тете. Агриппина поселилась в монастыре кларисок в Старом Сонче, заложенном после смерти Болеслава V Стыдливого Святой Кингой, которая была там аббатисой. По её смерти в 1292 году Агриппина сама стала там аббатисой и унаследовала земельные владения Святой Кинги. В 1300 году она переехала в Чехию, став опекуншей Рыксы Эльжбеты, дочери великопольского князя Пшемысла II, до её совершеннолетия и брака с Вацлавом II.
Умерла Агриппина между 1305 и 1309 годами в Праге и была похоронена там же в Анежском монастыре.